# Luci Emili Pap (cònsol)
Luci Emili Pap (en llatí: Lucius Aemilius Q. F. CN. N. Papus) va ser un magistrat romà, net de Quint Emili Pap. Formava part de la gens Emília, i era de la família dels Pap, d'origen patrici.
Va ser elegit cònsol l'any 225 aC junt amb Gai Atili Règul. En aquest any es va lliurar la gran batalla de Fèsules contra els gals cisalpins, que als darrers anys començaven a mostrar símptomes d'hostilitat i havien rebut ajut de l'altre costat dels Alps. Emili Pap va portar la conducció de la guerra, i el seu col·lega Règul va ser enviat a Sardenya on també havia esclatat la revolta.
Pap es va estacionar a Ariminium mentre un segon exèrcit era estacionat a Etrúria sota comandament d'un pretor. Els gals van avançar entre els dos exèrcits cap a Etrúria i van derrotar el pretor romà que es va lliurar de l'aniquilació per l'arribada de Pap. Els gals es van haver de retirar cap al seu territori, i van avançar cap a la costa de Ligúria, però allí van ser atacats per Règul, al que s'havia cridat i que tornant de Sardenya, havia desembarcat prop de Pisae. Els gals, entre els dos exèrcits, van haver de lluitar i la batalla va ser molt ferotge. Règul va morir però finalment els gals van poder ser derrotats. Quaranta mil gals haurien mort a aquesta batalla i deu mil haurien estat fets presoners, entre els quals el rei gal Concolità. Emili Pap va avançar cap al país dels bois i el va devastar, però al cap de pocs dies va retornar a Roma. Allí va celebrar un triomf.
L'any 220 aC va ser censor amb Gai Flamini i va fer el cens que donava 270.213 ciutadans.
El 216 aC va ser un dels triumvirs monetalis, nomenats per l'encunyació de monedes.